# Kotlabaea
Kotlabaea es un género de hongos de la familia Pyronemataceae.